# یورن یورنسن (دوچرخه‌سوار)

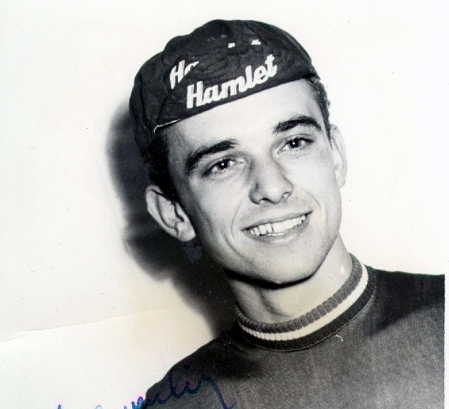
یورن یورنسن در سال ۱۹۶۰

یورن یورنسن (انگلیسی: Jørgen Jørgensen؛ زادهٔ ۱ آوریل ۱۹۳۶) دوچرخه‌سوار اهل دانمارک است.